# Anaílson Brito Noleto
Anaílson Brito Noleto (født 8. marts 1978) er en tidligere brasiliansk fodboldspiller.